# Droop-Schale

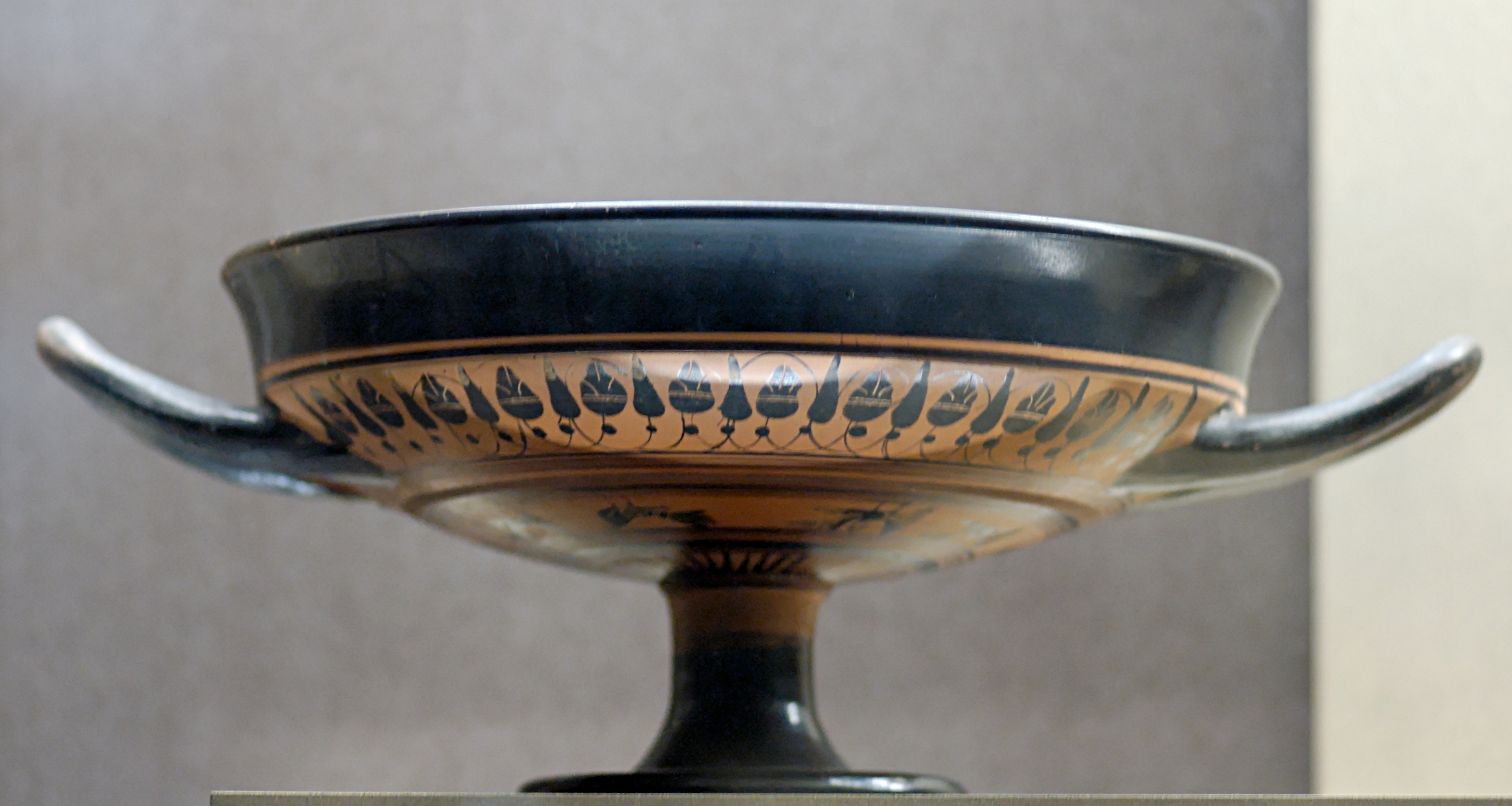
Droop-Schale Paris, Louvre CA 2512

Droop-Schalen (ausgesprochen wie englisch „Drope“) sind eine Form der Kleinmeister-Schalen, die etwa von 550 bis 510 v. Chr. produziert wurden, ganz vereinzelte Beispiele gab es auch noch im 5. Jahrhundert v. Chr. Benannt sind sie nach John Percival Droop, einem englischen Klassischen Archäologen, der sie zuerst untersucht hat.
Sie haben schwarze konkave Lippen, die deutlicher vom Körper abgesetzt sind als die der Kleinmeister-Schalen. Die Füße sind hochstielig und weisen am oberen Ende einen tongrundig belassenen Wulst auf und darunter ein ebensolches Band, das gerillt sein kann; die Kante der Standplatte ist schwarz gedeckt. Im Inneren des hohlen Fußes ist ein breites schwarzes Band aufgemalt. Im Inneren der Schalen wird tief unterhalb der Lippe ein Streifen ausgespart und manchmal bleibt auch eine Mittelscheibe frei.
Die ersten Schalen dieser Art sind um 550 v. Chr. anzusetzen. Diese ganz frühen Beispiele sind komplett schwarz, diese unbemalte Form bleibt auch in der Folgezeit erhalten. Möglich waren bei frühen Exemplaren auch mit Knospenreihen verzierte Henkelzonen. Ab etwa 540 v. Chr. verändert sich die Verzierung dahingehend, dass nun der gesamte äußere Schalenkörper unterhalb der Lippe und über dem Fuß mit Schmuckbändern – Palmetten, Blätter, Punkte, Knospen, Strahlen oder Tiersilhouetten – verziert wurde. Selten sind figürliche Verzierungen.
Details in der Verzierung in der Zeit nach 540 v. Chr. sind entsprechenden Schalen aus Lakonien so ähnlich, dass hier eine Verbindung bestanden haben muss. Wahrscheinlich ist, dass sich beide Regionen bei denselben ostgriechischen Vorbildern bedient hatten. Später anzusetzende Schalen orientierten sich an aus Sparta übernommenen Dekorationsformen. Die spätesten bemalten Schalen dieser Form sind um 510 v. Chr. anzusetzen, schwarzgedeckte Schalen gab es sogar noch darüber hinaus.